# Viêm tụy cấp
Viêm tụy cấp (acute pancreatitis) là tình trạng viêm đột ngột của 
tuyến tụy. Biểu hiện có thể nhẹ nhàng nhưng cũng có thể nặng nề với đáp ứng viêm hệ thống, rối loạn chức năng đa cơ quan và đe dọa mạng sống.
Ở các nước phương Tây, sỏi mật và lạm dụng rượu là nguyên nhân của 80% các trường hợp viêm tụy cấp phải nhập viện. Ở Việt nam, ngoài nguyên nhân kinh điển như trên thì còn có một nguyên nhân quan trọng khác là do giun chui ống mật-tụy. Viêm tụy cấp do sỏi mật thường gặp ở phụ nữ nhiều hơn nam giới. Liệu viêm tụy cấp có ảnh hưởng gì đến những bệnh lý mạn tính liên quan đến sau này (như đái tháo đường) hay không vẫn chưa xác định chắc chắn.

## Yếu tố nguy cơ gây bệnh
- Sỏi mật
- Lạm dụng thức uống có cồn
- Giun chui ống mật-tụy
- Các thuốc như furosemide và azathioprine
- Sử dụng estrogen
- Hội chứng cường giáp và tăng nồng độ calci trong máu
- Quai bị
- Hội chứng tăng lipid máu (nhất là tăng triglyceride)
- Tổn thương tụy do phẫu thuật ổ bụng hoặc nội soi
- Tổn thương tụy do vết thương đâm thấu hoặc chấn thương do vật tù (đấm, đá, tai nạn giao thông)
- Ung thư tuyến tụy
- Giảm tưới máu trầm trọng (sốc kéo dài)
- Viêm tụy di truyền
- Ghép thận

## Sinh lý bệnh
Bình thường tụy ngoại tiết bài tiết dịch tụy, dịch này theo ống tụy (ống Wirsung) đổ vào khúc 2 tá tràng. Dịch tụy chứa các enzyme tiêu hóa có khả năng tiêu hủy chỉnh cả tụy. Tụy có một số các cơ chế nhằm tránh hiện tượng tự tiêu này. Đầu tiên các protein được chuyển thành dạng tiền enzyme được dự trữ ở những ngăn đặc biệt nhờ bộ máy Golgi. Dịch tụy được bài tiết dưới dạng bị bất hoạt. Trên đường từ ống tụy đổ vào tá tràng và khi vào tá tràng, các enzyme tiêu hóa này được hoạt hóa. Tắc nghẽn đường lưu thông dịch tụy do viên sỏi từ đường mật rơi xuống (vị trí thường ở cơ vòng Oddi) hoặc do giun từ ruột chui ngược lên sẽ làm ứ đọng dịch trong lòng ống tụy. Nếu tắc nghẽn tạm thời thì tổn thương thường giới hạn và được phục hồi nhanh nhưng nếu tắc nghẽn kéo dài thì các enzyme được hoạt hóa này sẽ tích tụ ngày càng nhiều trong tụy nhiều hơn chất ức chế.
Lượng enzyme được hoạt hóa  sẽ tấn công làm tổn thương và gây viêm tụy nặng nề. Các chất hóa học giải phóng ra trong quá trình hoạt hóa này có tác dụng như các chất hóa ứng động gây tụ tập các tế bào viêm. Các bạch cầu trung tính được hoạt hóa sẽ làm nặng nề hơn tình trạng tổn thương do bài xuất các superoxide và các enzyme tiêu protein (cathepsin B, D và G; collagenase, elastase. Cuối cùng, đại thực bào sẽ bài tiết các cytokine gây nên viêm tại chỗ cũng như hội chứng đáp ứng viêm hệ thống trong trường hợp nặng. Các cytokine tham gia sớm vào quá trình này là TNF alpha, interleukin-6 và interleukin-8. 
Việc dùng các thức uống chứa cồn lượng nhiều, liên tục và kéo dài sẽ làm cho các ống tụy nhỏ bên trong tụy trở nên hẹp hơn và có thể bít tắt gây nên viêm tụy. Cơn viêm tụy cấp có thể xuất hiện sau một lần dùng cồn quá nhiều hoặc sau một bữa ăn thịnh soạn.

## Triệu chứng
Đau là dấu hiệu đặc trưng gợi ý nhất. Hầu hết bệnh nhân viêm tụy cấp đều có đau bụng dữ dội vùng thượng vị, dưới mũi kiếm xương ức. Đau thường lan ra sau. Hiếm gặp hơn, đôi khi đau xuất hiện ở vùng hạ vị. Nếu viêm tụy cấp do sỏi mật hoặc do giun thì đau thường xuất hiện đột ngột và nhanh chóng đạt đến cường độ dữ dội chỉ trong vòng vài phút. Đau có thể tồn tại liên tục trong vòng vài ngày.
Ho, cử động mạnh, thở sâu đều làm tăng đau. Tư thế ngồi xổm hoặc nằm phủ phục (tư thế Hồi giáo) có thể giảm đau phần nào.  Thể trạng bệnh nhân có thể thay đổi rõ trong viêm tụy cấp. 

Nhiễm trùng, trong viêm tụy cấp do rượu nhiễm trùng thường đến muộn sau 5-7 ngày do bội nhiễm. Trong thể nặng xuất huyết hoại tử các triệu chứng toàn thân nặng nề với hội chứng nhiễm trùng nhiễm độc, bụng chướng và đau lan rộng có thể có dấu bụng ngoại khoa. Ngoài ra còn có dấu xuất huyết nội hay các mảng bầm tím ở quanh rốn hay vùng hông (dấu Cullen và Turner).
Các dấu hiệu khác đi kèm gồm:
- Sưng và tăng cảm giác đau thành bụng
- Buồn nôn
- Nôn mửa
- Bụng chướng
- Sốt
- Mạch nhanh
- Vàng da

Trong các trường hợp nặng, bệnh nhân có thể biểu hiện mất nước và hạ huyết áp. Các cơ quan như tim, phổi, thận có thể bị rối loạn chức năng. Nếu xuất hiện chảy máu trong tụy (thể hoại tử xuất huyết) thì bệnh nhân dễ rơi vào sốc vào đôi khi tử vong  .
"Nếu viêm tụy cấp do sỏi mật hoặc do giun thì đau thường xuất hiện đột ngột và nhanh chóng đạt đến cường độ dữ dội chỉ trong vòng vài phút. Đau có thể tồn tại liên tục trong vòng vài ngày."

## Biến chứng
Tổn thương tụy cấp có thể tạo điều kiện cho các enzyme hoạt hóa và các chất độc như cytokine tràn ra ngoài tụy và đổ vào ổ bụng. Tại đây chúng gây nên những kích thích và gây viêm lớp màng lót của ổ bụng (viêm phúc mạc) hay các cơ quan. Enzyme hoạt hóa và các cytokine cũng có thể được hấp thu từ ổ bụng vào mạch bạch huyết và sau đó vào máu gây nên hạ huyết áp và tổn thương các cơ quan bên ngoài ổ bụng như phổi. Phần bài tiết insulin của tụy thường ít bị tổn thương. . Các biến chứng thường gặp bao gồm: 
1.giảm thể tích máu: Có thể gây ra hội chứng đông máu nội mạch (CIVD) như trong trường hợp viêm ruột xuất huyết hoại tử.

2. hoại tử tụy: Nhiễm trùng nặng, sốt cao 39 - 400C kéo dài trên 1 tuần, vùng tụy rất đau, khám có mảng gồ lên rất đau, xác định bằng siêu âm hay chụp cắt lớp tỷ trọng.

3.nang giả tụy: Vào tuần thứ 2 - 3, khám vùng tụy có khối ấn căng và tức, amylase còn cao 2 - 3 lần, siêu âm có khối echo trống, chụp cắt lớp tỷ trọng có dấu hiệu tương tự.
Báng do thủng hay vỡ ống tụy hay nang giả tụy vào ổ bụng trong trường hợp viêm tụy cấp xuất huyết do hoại tử mạch máu làm xuất huyết trong ổ bụng.

4. suy hô hấp cấp: Có tràn dịch nhất là đáy phổi trái, xẹp phổi hay viêm đáy phổi trái biến chứng nặng nề nhất là hội chứng suy hô hấp ở người lớn.

5. suy thận cấp: Thiểu hay vô niệu do suy thận chức năng do giảm thể tích tuần hoàn, hoại tử thận và thượng thận là một biến chứng ít gặp do viêm lan từ tụy. Viêm tắc tĩnh mạch và động mạch thận là biến chứng nằm trong bệnh cảnh chung của viêm tắc mạch.

6. liệt ruột co nặng

7.sock nhiễm độc: Giảm huyết áp hay sốc mà nguyên nhân do phối hợp nhiều yếu tố nhiễm trùng nhiễm độc, xuất huyết và thoát dịch.

8. nhiễm trùng huyết...

9.Tiêu hóa: Viêm loét dạ dày tá tràng cấp, như là một biến chứng Stress do đau hay nhiễm trùng, nhiễm độc và thường biểu hiện dưới dạng xuất huyết. Thuyên tắc tĩnh mạch cửa.

## Chẩn đoán
Mặc dù dấu hiệu lâm sàng có giá trị gợi ý nhưng chẩn đoán xác định không thể dựa vào lâm sàng vì thường hay nhầm lẫn với các bệnh lý khác.

### Khám lâm sàng
Hỏi bệnh có thể xác định các yếu tố nguy cơ gây viêm tụy ở trên. Khám có thể phát hiện vị trí đau ở đầu tụy hay đuôi tụy. Khám cũng nhằm phát hiện các biến chứng của viêm tụy cấp.

### Xét nghiệm
Không có một xét nghiệm máu nào đặc hiệu cho chẩn đoán viêm tụy cấp, tuy nhiên kết hợp các xét nghiệm này sẽ nâng cao giá trị của từng xét nghiệm.
- Amylase: nồng độ amylase huyết thanh ở bệnh nhân viêm tụy cấp thay đổi theo mức độ tổn thương tụy tuy nhiên không có sự tương quan chặt chẽ lắm. Thường nồng độ amylase huyết thanh bắt đầu tăng 12 giờ sau khi có triệu chứng đầu tiên và đạt đến nồng độ cao nhất sau khoảng 12 đến 72 giờ. Tuy nhiên một số bệnh lý không viêm tụy khác cũng có thể làm tăng men này.
- Lipase: Bắt đầu tăng khoảng từ 4 đến 8 giờ sau khi xuất hiện triệu chứng và đạt đỉnh sau 24 giờ. Lipase giảm dần trong khoảng từ 8 đến 12 ngày.
- Trypsin/Elastase: Có thể được xem là xét nghiệm huyết thanh chính xác nhất trong chẩn đoán viêm tụy cấp  .
- Chụp X quang không chuẩn bị: thường ít có giá trị và ít khi dùng.
- Siêu âm: Là một xét nghiệm sử dụng rộng rãi và cũng có độ tin cậy khá cao nếu tay nghề người là siêu âm tốt. Tuy nhiên trong trường hợp bụng chướng hơi, siêu âm rất khó khảo sát tụy.
- Chụp cắt lớp vi tính (CT): là phương pháp rất có giá trị hiện nay, đặc biệt là chụp có cản quang.

## Điều trị
- Biện pháp làm giảm tiết dịch tụy, hạn chế tổn thương tiếp diễn: đặt ống thông mũi-dạ dày hút liên tục hoặc ngắt quãng, sử dụng các thuốc như ức chế receptor H2, atropine, glucagon, somatostatin, calcitonin.
- Ngăn ngừa bội nhiễm: dùng một trong các kháng sinh ampicillin, cefuroxxime, ceftazidime kết hợp với amikacine và metronidazole.
- Truyền huyết tương tươi đông lạnh để ức chế protease
- Nuôi ăn hoàn toàn bằng đường tĩnh mạch: cũng nhằm hạn chế bài tiết dịch tụy.
- Rửa ổ phúc mạc để loại bỏ chất độc.
- Điều trị các biến chứng: chủ yếu là điều trị nâng đỡ.

## Tiên lượng
Trong viêm tụy cấp thể nặng, chụp CT có thể giúp ích cho tiên lượng chính xác. Nếu trên hình ảnh CT, tụy chỉ bị phù nề thì tiên lượng rất tốt. Tuy nhiên nếu có hình ảnh hoại tử lan tỏa thì tiên lượng rất dè dặt.
Trong viêm tụy mức độ nhẹ, tử vong chỉ vào khoảng 5%. Nhưng nếu viêm tụy cấp kèm với xuất huyết và hoại tử nhiều hoặc có hội chứng đáp ứng viêm hệ thống thì tử vong có thể lên đến 10-50% . Trong những ngày đầu, tử vong thường do suy chức năng các cơ quan như tim, phổi, thận. Tử vong sau tuần đầu tiên thường do nhiễm trùng. Thật sự, nhiễm trùng thứ phát là nguyên nhân gây tử vong thường gặp nhất trong viêm tụy cấp .